# Пам'ятник Ніколі Теслі (Баку)
Пам'ятник Ніколі Теслі (азерб. Nikola Teslanın heykəli) — пам'ятник сербському вченому Ніколі Теслі, розташований в столиці Азербайджану, у місті Баку, у парку, на розі проспекту Азадлиг та вулиці Сулеймана Рагимова. Авторами пам'ятника є народний художник Азербайджану, скульптор Омар Ельдаров і архітектор Санан Саламзаде. Пам'ятник відлитий з бронзи. Його висота разом з постаментом складає 3,3 метра
Пам'ятник встановлено на тлі декоративного панно із зображенням одного з головних винаходів Тесли — генератора змінного струму. Церемонія відкриття пам'ятника відбулася 8 лютого 2013 року. На церемонії були присутні президент Азербайджану Ільхам Алієв, його дружина Мехрібан Алієва і президент Сербії Томислав Николич з дружиною Драгіцею Николич. На церемонії відкриття президенти Азербайджану і Сербії виступили з промовою

## Історія
8 лютого 2013 року в Баку (Азербайджан) відкрито пам'ятник Ніколі Теслі.
У церемонії відкриття взяли участь президент Азербайджану Ільхам Алієв, його дружина Мехрібан Алієва, президент Сербії Томіслав Ніколич та його дружина Драгіца Николич, що прибули до Азербайджану для підписання документів про співпрацю.
Пам'ятник встановлено у парку на перехресті вулиць Азадли та Сулеймана Регімова. Автор пам'ятника — народний художник Омар Ельдаров.